# Kasivagi Jószuke
Kasivagi Jószuke (Kóbe, 1987. december 15. –) Ázsia-kupagyőztes válogatott japán labdarúgó.

## Pályafutása
2006–2009 között a Sanfrecce Hiroshima, 2010–2021 között az Urawa Reds labdarúgója volt.
2010–2016 között 11 alkalommal szerepelt a japán válogatottban, melynek tagjaként részt vett a 2011-es Ázsia-kupán, ahol aranyérmet nyert a csapattal.

## Sikerei, díjai
Japán
- Ázsia-kupa
  - aranyérmes: 2011, Katar

 Urawa Reds
- Japán kupa
  - győztes: 2018
- AFC-bajnokok ligája
  - győztes: 2017